# 넥셀 (기업)
주식회사 넥셀(Nexel)은 인간유도만능줄기세포(hiPSC) 기술을 연구하는 대한민국의 기업이다.

## 역사
2012년 고려대 생명공학대학에서 개발된 기술을 기반으로 설립되었다.
NICE평가정보와 기술보증기금로부터 A, BBB 등급을 받은 후, 2024년 주관사를 NH투자증권으로 상장을 신청하였으나 자진철회하였다.

## 자회사
- 넥셀 USA[5]

## 같이 보기
- 줄기세포